# 前350年
| 千纪： | 前1千纪 |
| 世纪： | 前5世纪 \| 前4世纪 \| 前3世纪 |
| 年代： | 前380年代 \| 前370年代 \| 前360年代 \| 前350年代 \| 前340年代 \| 前330年代 \| 前320年代 |
| 年份： | 前355年 \| 前354年 \| 前353年 \| 前352年 \| 前351年 \| 前350年 \| 前349年 \| 前348年 \| 前347年 \| 前346年 \| 前345年                                                                       |
| 纪年： | 周顯王十九年 魯康公三年 齊威王七年 晉靜公七年 趙成侯二十五年 魏惠王二十年 韓昭侯十三年 秦孝公十二年 楚宣王二十年 宋剔成君二十年 衛成侯十二年 燕後文公十二年 越王無顓十一年 中山桓公三十一年 |

## 大事记
- 阿里阿拉特一世成为卡帕多细亚总督。
- 秦徙都咸陽，秦孝公命商鞅在秦國國內進行第二次變法。
- 秦孝公與魏惠王在彤(今陝西華縣西南)會盟修好，將河西部分土地歸還魏國。
- 趙成侯薨，公子碟與太子語爭位失敗奔韓，太子即位，為趙肅侯。

## 出生
- 卡山德，馬其頓國王(前305—前297年)